# 2289 McMillan
2289 McMillan este un asteroid din centura principală, descoperit pe 24 septembrie 1960 de PLS.